# آنجلو سرسر
آنجلو سرسر (انگلیسی: Angelo Cereser؛ زادهٔ ۶ آوریل ۱۹۴۴) بازیکن فوتبال اهل ایتالیا است.
از باشگاه‌هایی که در آن بازی کرده‌است می‌توان به باشگاه فوتبال بولونیا و باشگاه فوتبال تورینو اشاره کرد.